# 32082 Sominsky
32082 Sominsky este un asteroid din centura principală de asteroizi.

## Descriere
32082 Sominsky este un asteroid din centura principală de asteroizi. A fost descoperit pe 7 mai 2000 la Socorro, New Mexico, în cadrul proiectului LINEAR. Asteroidul prezintă o orbită caracterizată de o semiaxă mare de 3,07 ua, o excentricitate de 0,13 și o înclinație de 2,0° în raport cu ecliptica.